# Boris Tackmann
Boris Tackmann (* 1981/1982) ist ein ehemaliger deutscher Footballspieler.

## Leben
Tackmann war in zwei Spieljahren Mitglied der Hamburg Blue Devils in der höchsten deutschen Spielklasse GFL: 2001 und 2003. In beiden Jahren wurde er mit der Mannschaft deutscher Meister, in den Endspielen wurden jeweils die Braunschweig Lions bezwungen.
Zwischen diesen Spielzeiten gehörte der in der Offensive Line eingesetzte Tackmann in der Saison 2000 den Hamburg Wild Huskies an, mit denen er in der Nordstaffel der zweiten Liga den sechsten und somit letzten Rang belegte.